# Eugen d'Albert
Eugène Francis Charles d'Albert (født 10. april 1864 i Glasgow, død 3. marts 1932 i Riga) var en skotsk/tysk komponist og pianist.
Han modtog sin første undervisning af faderen, en tysk dansekomponist, men blev allerede som 11-årig sendt til London for at uddannes videre. En kort tid var Ernst Pauer hans lærer, men siden studerede han i Wien under Hans Richter og i Weimar under Franz Liszt, og 1881 optrådte han for første gang offentlig som pianist ved en koncert i Wien.

## Årlige kunstrejser
Her såvel som i Weimar, Berlin og andre tyske byer vakte d'Albert overordentlig opsigt og begyndte snart sine årlige kunstrejser, der blandt andet førte ham til København. d'Albert var først gift med Louise Salingré, datter af en bekendt berlinsk farceforfatter. I begyndelsen af 1892 ægtede han pianistinden Teresa Carreño og rejste med hende til Amerika for at påbegynde en stor koncerttourné. Dette ægteskab ophævedes i 1895, og d'Albert giftede sig og blev skilt fra sangerinden Hermine Fink. Han har haft fast hjemsted i Frankfurt am Main og Berlin.

## Klavervirtuos og komponist
d'Albert står som klavervirtuos så højt som nogen af sine samtidige, og kritikken fremhæver ikke mindst hans spils sjældne klangskønhed og hans foredrags intelligens, ægthed og poesi. Også som komponist optrådte d'Albert tidligt med talentfulde arbejder, blandt hvilke kan nævnes en klaverkoncert, en orkestersuite, en ouverture, sange og klaverstykker, en symfoni samt en strygekvartet.
Han kastede sig også over dramatisk komposition, og der foreligger en række operaer fra hans hånd: Der Rubin (1893), Ghismonda (1895), Gernot (1897), Die Abreise (1898), Kain (1900), opført i København, Der Improvisator efter H.C. Andersen (1900), og Tiefland (1903), der blev en stor succes også uden for Tyskland og i København opført med titel Dalen, Flauto Solo (1905) og Izeyl (1909); desuden korværket Der Mensch und das Leben og klaver- og sangmusik. d'Albert har endelig været medudgiver af Liszts samlede værker.